# NA-150
La NA-150 es una carretera de interés para la Comunidad Foral de Navarra, tiene una longitud de 40,95 km, comunica Pamplona con Aoiz y Lumbier.

## Recorrido
La NA-150 inicia su recorrido en el enlace con la PA-30. Atraviesa los valles de Egüés, Lónguida y Urraúl Bajo y tras atravesar Lumbier donde enlaza con la NA-178 (Lumbier - Navascués - Ezcároz) acaba enlazando con la NA-2420 (antigua N-240), la Autovía del Pirineo (A-21) y la NA-534 (Venta de Judas - Cáseda - Carcastillo) en la Venta de Judas. 

## Poblaciones y enlaces importantes
| Denominación | Kilómetro | Salida                         | Dirección                                                 | Carretera                      |
| ------------ | --------- | ------------------------------ | --------------------------------------------------------- | ------------------------------ |
| NA-150       | 1.11      |                                | Alzuza                                                    | NA-2373                        |
| NA-150       | 2         |                                | Egués Clínica Ubarmin                                     | Egués Clínica Ubarmin          |
| NA-150       | 2.43      |                                | Egüés-Ibiricu                                             | NA-2377                        |
| NA-150       | 3         |                                | Egués                                                     | Egués                          |
| NA-150       | 4.63      |                                | Egüés-Ibiricu                                             | NA-2377                        |
| NA-150       | 6.39      |                                | Ustárroz                                                  | NA-2376                        |
| NA-150       | 6.45      |                                | Eransus                                                   | Eransus                        |
| NA-150       | 7.61      |                                | Azpa Mendioroz                                            | NA-2321 NA-2322                |
| NA-150       | 8.37      |                                | Yelz                                                      | NA-2323                        |
| NA-150       | 8.88      |                                | Uroz                                                      | NA-2324                        |
| NA-150       | 10.27     |                                | Lizoáin-Redín                                             | NA-2325                        |
| NA-150       | 10.55     |                                | Lérruz                                                    | NA-2326                        |
| NA-150       | 12.50     |                                | Urroz-Villa                                               | NA-8103                        |
| NA-150       | 12.85     |                                | Empalme Urroz-Villa - Erro                                | NA-2327                        |
| NA-150       | 13.74     |                                | Urroz-Villa - Campanas Erro                               | NA-234 NA-2330                 |
| NA-150       | 14.83     |                                | Urroz-Villa                                               | NA-8103                        |
| NA-150       | 18.19     |                                | Ecay de Lónguida, Aoiz, Burguete                          | NA-1720                        |
| NA-150       | 18.43     | Villaveta (travesía)           | Villaveta (travesía)                                      | Villaveta (travesía)           |
| NA-150       | 19.19     |                                | Ramal a Aoiz                                              | NA-2379                        |
| NA-150       | 20.07     | Aos (travesía)                 | Aos (travesía)                                            | Aos (travesía)                 |
| NA-150       | 20        |                                | Ayanz                                                     | Ayanz                          |
| NA-150       | 22.34     | Murillo de Lónguida (travesía) | Murillo de Lónguida (travesía)                            | Murillo de Lónguida (travesía) |
| NA-150       | 22.73     |                                | Villanueva de Lónguida, Meoz                              | NA-2414                        |
| NA-150       | 25.90     |                                | Artajo                                                    | NA-8206                        |
| NA-150       | 26.44     |                                | Artajo                                                    | NA-8206                        |
| NA-150       | 27.68     |                                | Ramal a Sansoáin                                          | NA-2101                        |
| NA-150       | 29.05     |                                | Grez                                                      | NA-2455                        |
| NA-150       | 29.31     | Artieda (travesía)             | Artieda (travesía)                                        | Artieda (travesía)             |
| NA-150       | 31.94     |                                | Urraúl Alto                                               | NA-2100                        |
| NA-150       | 32.67     | Rípodas (travesía)             | Rípodas (travesía)                                        | Rípodas (travesía)             |
| NA-150       | 32.89     |                                | Rípodas, San Vicente                                      | NA-2405                        |
| NA-150       | 36.32     | Lumbier (travesía)             | Lumbier (travesía)                                        | Lumbier (travesía)             |
| NA-150       | 36.88     |                                | Navascués, Ezcároz                                        | NA-178                         |
| NA-150       | 38.16     |                                | Izagaondoa                                                | NA-2400                        |
| NA-150       | 40.95     |                                | Jaca, Huesca Monreal, Pamplona Aibar, Cáseda, Carcastillo | A-21 NA-2420 NA-534            |